# 自我引力

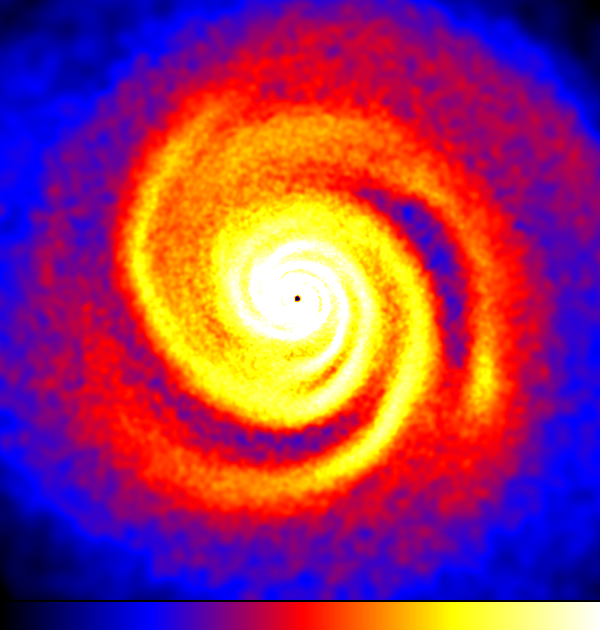
上圖是處於準穩態的自我引力力吸積盤

自我引力是指由一個或多個物體自己施加在自身上的重力，使該物體保持在一起。 自我引力在天文學，物理学，地震学，地质学和海洋学領域具有重要作用。  自我引力對於大型物體（行星或更大）的物理現象具有重要影響，例如地球上的海洋或土星環。  Lynden-Bell研究出計算自我引力的方程式，以提出對旋轉扁平球狀星團模型的精確描述，這是理解恒星團如何和每个恒星相互作用的關鍵。自我引力也能處理天文學以外领域的大規模观测。自我引力通常不會成為科學研究的焦點，但是了解自我引力可以提高模型的准确性和提升對於大型系统的了解。

## 天文學

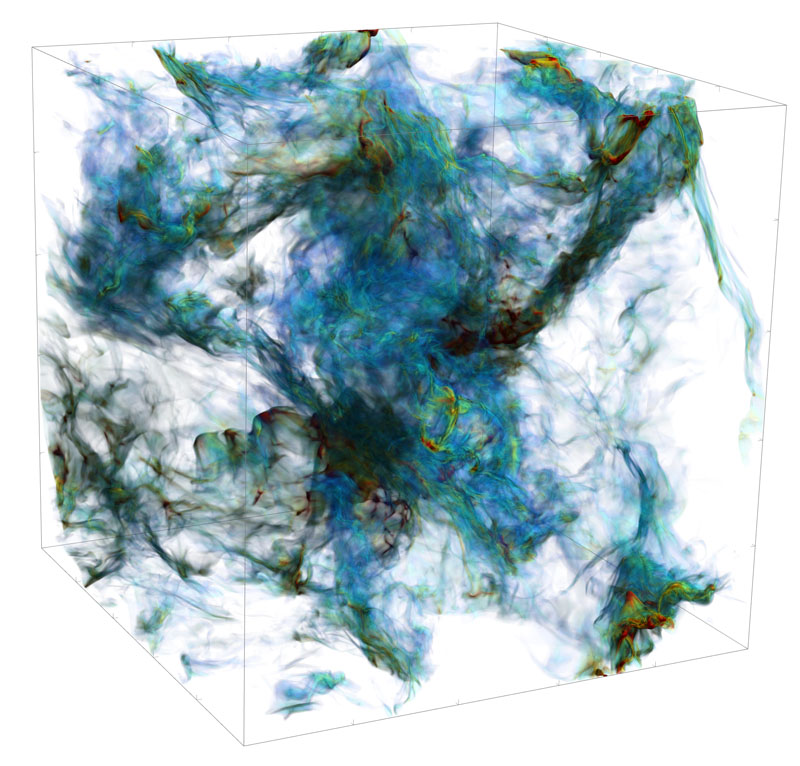
包括自我引力的高超聲速湍流恆星形成模擬的投影密度。亮、黑點代表新形成的恆星的位置。

天文學家必須考慮自我引力，因為其要處理的天體極大，以至於彼此之間以及在物體內部都具有強烈的重力作用。自我引力會影響在洛希極限所定義的球體中在空間中彼此影響的物體，因為相對較小的物體可能會被微分吸引力撕開，但是自我引力的存在使較小的物體保持完整。 土星已经证明了这一点，因为土星環是粒子間自我引力產生的結果。 自我引力力有助於理解類星體盘，吸基盤如何形成和稳定。 自我引力力在星雲及微行星的形成中非常重要，這點亦使其對於理解行星和行星系统如何隨時間形成和發展變得更加重要。 自我引力在各个尺度上都是非常重要的，从单个行星周围的环的形成到行星系统的形成，如果不了解自我引力，我們將無法完全理解大規模系统。

## 地震學
自我引力在地震学领域也具有重要意义，因为地球非常大，它可以具有足够大的弹性，當彈性與大型地下結構相互作用时，彈性波足以改变地球内部的重力。有些模型仰賴频谱元素法的使用，并且这些模拟考虑了自我引力的影响，因为它可能对某些接收器配置的结果产生影响，并在波中产生复雜的方程，特别是對於周期較長的波。在地震学领域中，这种精确度对于在球形物体（地球）中开发精确的立體地壳模型至关重要，这可以从数据中得出更准确和更高质量的解释。自我引力（和重力）的影响改变了地震波在地震学中的重要性，因为当不考虑重力时，S波将占主导地位，而当考虑重力时， S波的影响变得不那么明显。 

## 海洋學
自我引力對於海平面和冰帽產生影響，这在我们预测氣候變遷的影响时尤其重要。    如果将地球视为流体，并且考虑了自我引力的影响，那么就可以计算出海洋力对地球的变形，并且在观察海潮时可以考虑到海潮负荷的影响。地球对谐波表面载荷的变形响应。 当使用不考虑自我引力的平面地球模型时，计算冰盖附近冰川后海平面的结果有很大不同，这与球面地球由于灵敏度而考虑自我引力的情况相反这些区域中的数据，显示了当忽略自我引力时结果将如何急剧变化。  还进行了一些研究，以更加理解拉普拉斯潮汐方程，以试图了解地球的变形和海洋中的自我引力如何影响潮汐（由月球决定的潮汐）。 如果格陵蘭冰原融化，由於自我引力的影響，海平面實際上将在格陵兰岛附近下降，在更遠的地區上升。